# نموذج التوسع الذاتي
يرتكز نموذج التوسع الذاتي (بالإنجليزية: The self-expansion model)‏ على مبدأين أساسيين. الأول هو أن البشر لديهم الدافع الرئيسي لتوسيع الذات. والمبدأ الثاني هو أن الأفراد يحققون توسيع الذات غالبًا عبر العلاقات الوثيقة التي تتيح احتواء الآخر في الذات.

## دافع التوسع الذاتي
أحد الموضوعات الأساسية للتوسع الذاتي هو أن الأفراد لديهم دافع أساسي للتوسع الذاتي. التوسع الذاتي هو الرغبة في تعزيز النجاعة المحتملة للفرد. تشير النماذج الدوافعية غالبًا إلى النجاعة الذاتية على أنها إيمان الفرد بأنه كفؤ وقادر على تحقيق أهداف محددة. ولكن، في نموذج التوسع الذاتي، تُستخدَم النجاعة المحتملة بدلًا من ذلك، نظرًا لأنها تشير فقط إلى الحصول على الموارد التي تجعل بلوغ الهدف ممكنًا. تحقيق هذا الهدف هو مسألة ثانوية. وفقًا لنموذج التوسع الذاتي، يزيد الأفراد من النجاعة المحتملة عبر تكوين علاقات وثيقة، والتي تزيد بدورها من الموارد المادية والاجتماعية، والمنظورات، والهويات. تشمل بعض الأمثلة على الموارد ما يلي: الدعم الاجتماعي، والممتلكات، والمعلومات، وعلاقات الصداقة. فالمنظورات هي الطريقة التي يقدر بها الناس العالم ويضعون تفسيرات سببية لسلوكيات البشر. أما الهويات فتشير إلى ذكريات الفرد وصفاته. التوسع الذاتي ليس ذا دوافع واعية، إذ لا يحاول الشخص بجلاء أن يكون جزءًا من علاقة وثيقة بهدف وحيد متمثل بزيادة الموارد المادية والنفسية.
ومع ذلك، ما زال الدافع للتوسع الذاتي يؤثر على الانجذاب نحو الآخرين لأجل علاقة وثيقة محتملة. يقترح آرون وآرون أن انجذابنا يقسم إلى عنصرين وفقًا لمنهج توقع القيمة لدى روتر. المرغوبية هي الكمية الكلية المتوقعة للتوسع الذاتي الممكن من علاقة وثيقة محتملة. يشير العامل الثاني، وهو الاحتمال، إلى إمكانية تشكيل العلاقة الوثيقة مع الفرد بالفعل. ويمكن تصوره على أنه إمكانية حدوث توسع ذاتي. وبالتالي، سيسعى الأفراد إلى إيجاد شريك يتمتع بمكانة اجتماعية عالية وعدد أكبر من الموارد. ولكن، لتحقيق أكبر قدر من التوسع الذاتي، يؤخذ بالحسبان أيضًا مدى إمكانية أن يكون هذا الشخص وفيًا ويرغب في أن ينخرط في علاقة وثيقة.

## احتواء الآخر في الذات
المبدأ الثاني لنموذج التوسع الذاتي هو أن الناس يستخدمون العلاقات الوثيقة لتوسيع الذات عبر احتواء الآخر في الذات. تُوصَف الذات غالبًا بأنها محتوى أو معرفة ما نحن عليه. وفقًا لآرون وآرون، عند الدخول في علاقة وثيقة، يجب أن يدرك الشخص أن الذات والآخر يجب أن يبدؤوا بالتداخل وذلك باحتواء جوانب الآخر في الذات. بشكل أكثر تحديدًا، حين يتيح الآخر موارده/مواردها، يؤدي ذلك إلى الاعتقاد بأن هذه الموارد محتواة الآن في الذات. تؤدي هذه الموارد الجديدة إلى زيادة احتواء الآخر في الذات من خلال دمج وجهات نظر الآخر وهوياته في الذات.
أجرى آرون وآرون وتودور ونيلسون عدة دراسات تقليدية أثبتت علميًا أننا نحتوي الآخر في الذات. في إحدى التجارب، كان احتمال توزيع المشاركين للأموال بالتساوي بين الذات والفرد المقرب أكبر مقارنةً بتوزيع الأموال بين الذات وشخص غريب. أشار تقاسم الموارد إلى احتواء الذات في الآخر. في تجربة ثانية، كان احتمال تذكر المشاركين أسماء خاصة بشخص غريب أكبر من احتمال تذكرهم لتلك الخاصة بشخص مقرب (الأم). دعم ذلك ظاهرة احتواء الآخر في الذات، إذ مال المشاركون للأخذ بمنظور الشخص المقرب، وبالتالي لم يتمكنوا من تذكر الأسماء الوصفية لذلك الشخص. في التجربة النهائية، طُلب من المشاركين اتخاذ قرارات نعم/لا حول امتلاكهم لسمات معينة أم لا. تطلبت القرارات المتعلقة بالسمات المختلفة بين المشارك والشخص المقرب زمنًا أطول للاستجابة مقارنة بالقرارات المتعلقة بالسمات المختلفة بين المشارك وشخص غريب. اقتُرِح أن زيادة الخلط بين الذات والشخص المقرب ارتبطت مباشرة بدمج الآخر في الذات. تؤثر درجة التقارب في العلاقة على دراسات ردود الفعل لدى الذات والآخر. مع اقتراب شخصين من بعضهما، يحدث خلط أكبر وبالتالي زمن أطول لرد فعل. نتيجة لذلك، كلما ازداد التقارب في العلاقة، يحدث احتواء أكبر للآخر ضمن الذات.

### قياس احتواء الآخر في الذات
مقياس احتواء الآخر في الذات (مقياس الآي أو إس) هو أحد أشيع الأدوات لتقييم هذه الظاهرة. يتكون المقياس من سبعة أزواج من الدوائر الشبيهة بمخطط فيين، والتي تتنوع على مستوى التداخل بين الذات والآخر. يُطلب من المجيبين تحديد زوج الدوائر الذي يمثل علاقتهم الوثيقة الحالية أفضل ما يمكن. أظهرت العديد من الدراسات أن أداة القياس هذه فعالة في الحصول على تصوير دقيق لدرجة التقارب واحتواء الآخر في الذات. يُقيم احتواء الآخر في الذات أيضًا من خلال الأي أو إس المستمر، وهو بُرَيمج مصمم بلغة الجافا، ومناسب للاستطلاعات عبر الإنترنت، ويقيس الأي أو إس في مجال مستمر من 0-100، يُوجه المشاركون لاستخدام فأرة الحاسوب لنقل إحدى الدوائر (والتي تكون مسماة عادة «الذات») تجاه الدائرة الأخرى (المسماة عادة «الآخر») حتى يصلا لدرجة التداخل التي تصف العلاقة المعنية أفضل ما يمكن. عُدِّل مقياس الأي أو إس أيضًا لقياس الاحتواء في سياقات أخرى، على سبيل المثال ترابط المجتمع عبر مقياس احتواء المجتمع في الذات. تعد تكيفية الأي أو إس واسعة كما يتضح من الإصدارات الأخيرة التي استُبدِل فيها الهدف بإشارة إكس.